# Hybopsis lineapunctata
Hybopsis lineapunctata és una espècie de peix cipriniforme de la família dels ciprínids.

## Morfologia
Els mascles poden assolir els 8,5 cm de longitud total.

## Distribució geogràfica
Es troba a Nord-amèrica: Tennessee, Georgia i Alabama (Estats Units).